# Kapłancy
Kapłancy (biał. Капланцы; ros. Капланцы; pol. Kapłańce) – wieś (agromiasteczko) na Białorusi, w obwodzie mińskim, w rejonie berezyńskim, ośrodek administracyjny sielsowietu Kapłancy.
W 1670 r. wzmiankowana była jako folwark w powiecie orszańskim województwa witebskiego Rzeczypospolitej Obojga Narodów. 
W XVIII w. były to dobra należące do kapituły wileńskiej.
Pod zaborem rosyjskim wieś nad Klewą znajdowała się w powiecie ihumeńskim guberni mińskiej. Miejscowość znana była z młynów wodnych. Stąd wiódł gościniec przez Lesznicę do Berezyny. We wsi funkcjonowała parafia prawosławnej eparchii mińskiej przy cerkwi Pokrowskiej (zachowane księgi parafialne z lat 1840–1916).
W okolicy znajdują się ślady osadnictwa z epoki żelaza i wczesnego średniowiecza, cmentarz ze specyficznymi krzyżami drewnianymi typu zachodniego, zbiorowe mogiły żołnierzy  Armii Czerwonej i partyzantów radzieckich. 
W 2009 roku miejscowość liczyła 306 mieszkańców.
W majątku Kapłancy urodził się Mikoła Rawienski (1886–1953), białoruski kompozytor, dyrygent i krytyk muzyczny.

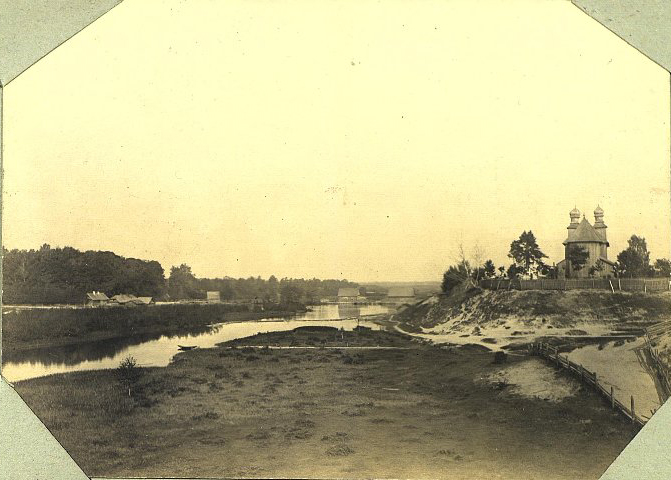
Kapłancy w 1902 r.
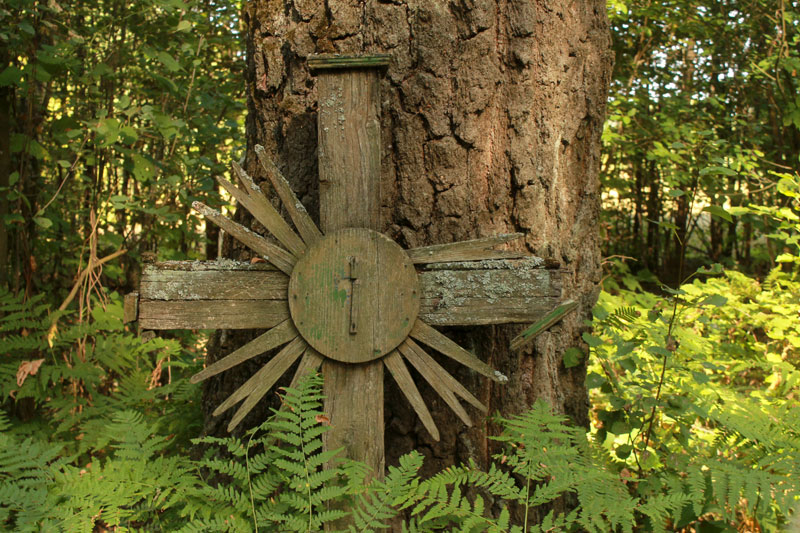
Jeden z drewnianych krzyży
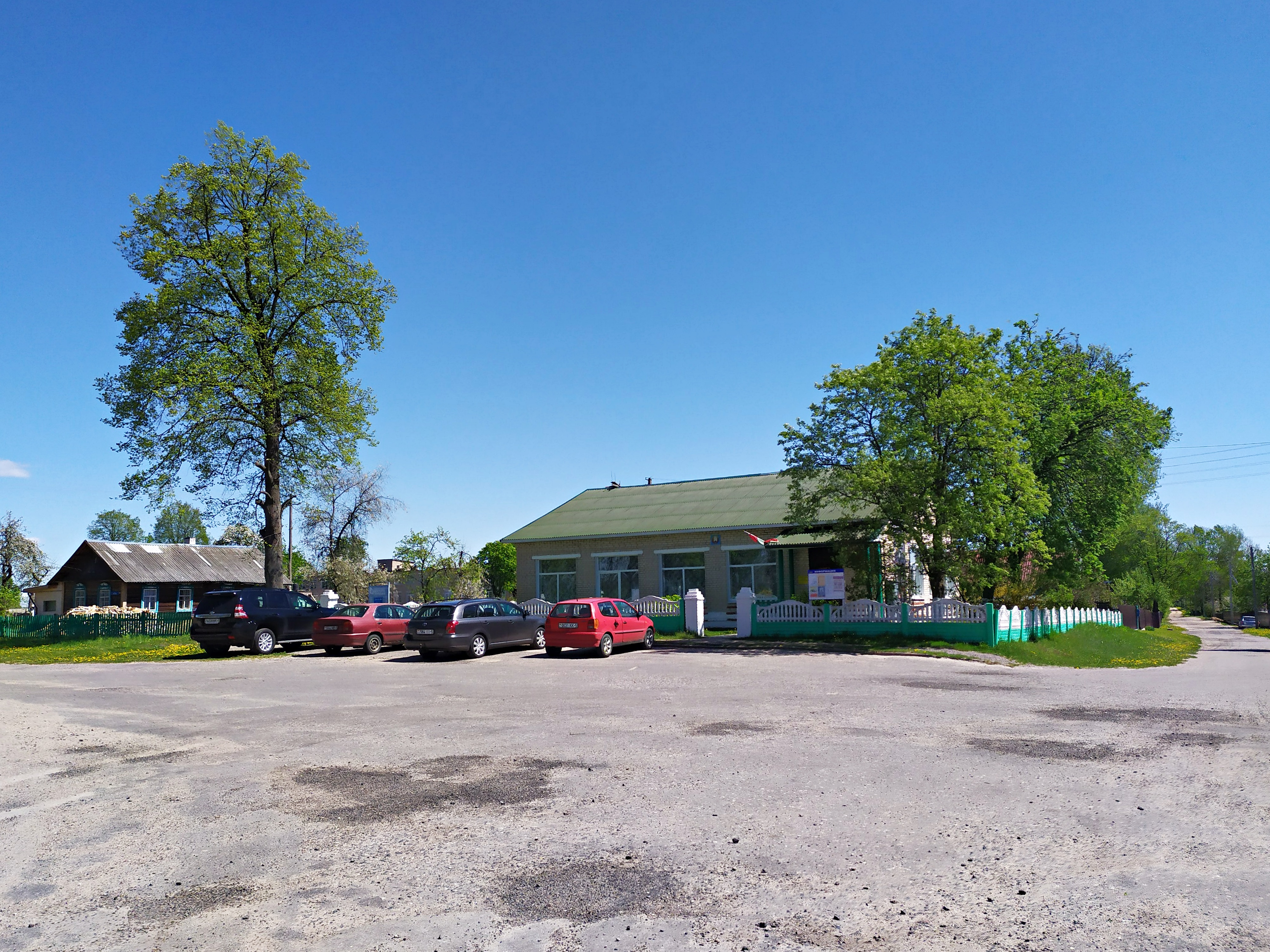
Przed budynkiem wiejskiej rady (sielsowietu)
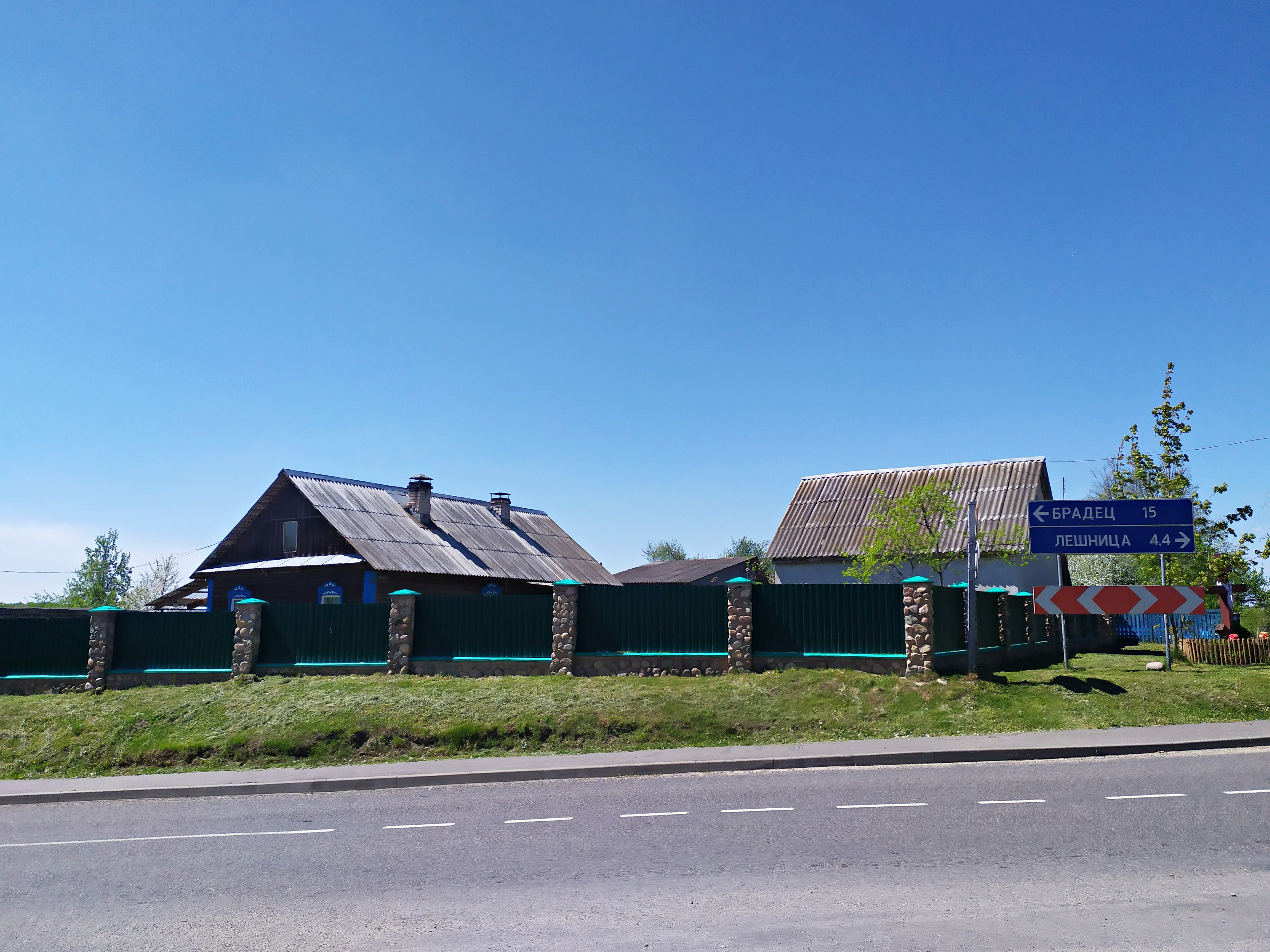
Skrzyżowanie na drodze lokalnej Н8002 między miejscowościami Bradziec(inne języki) (Brodziec[11]) i Lesznica(inne języki)
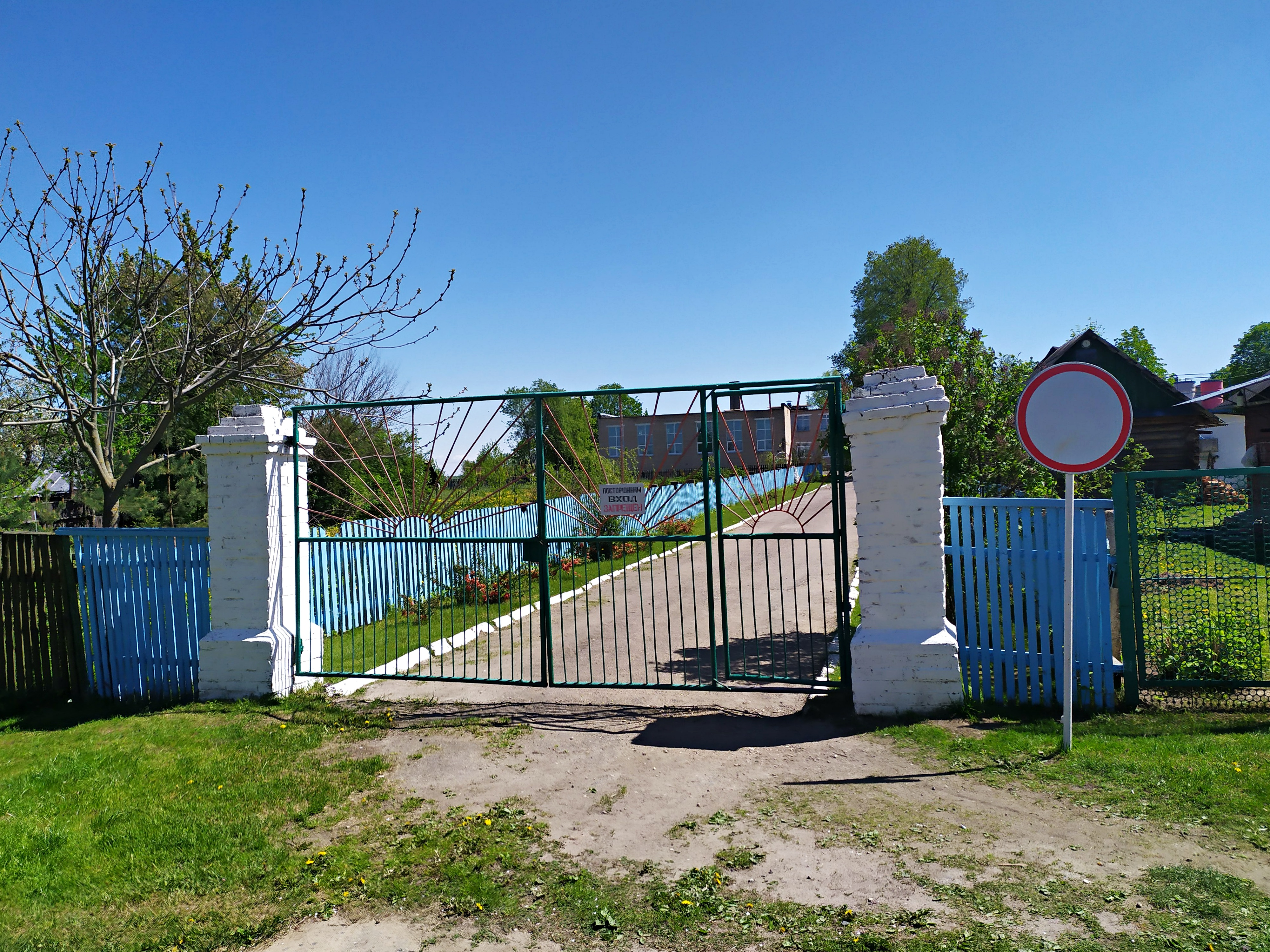
Brama przed drogą do miejscowej szkoły